# Odd Wang Sørensen
Odd Wang Sørensen (Borge, 22 dicembre 1922 – Greåker, 10 aprile 2004) è stato un calciatore norvegese.

## Caratteristiche tecniche
Sørensen ricopriva il ruolo di attaccante.

## Carriera

### Club
Ha militato nello Sparta Sarpsborg nel corso degli anni quaranta e cinquanta.

### Nazionale
Ha disputato 25 incontri con la nazionale norvegese, mettendo a segno 17 reti. Ha preso parte ai Giochi olimpici del 1952 di Helsinki.